# Ефремов, Герберт Александрович
Ге́рберт Алекса́ндрович Ефре́мов (род. 15 марта 1933, Малое Заречье, Белозерский район) — советский и российский учёный, конструктор ракетной и ракетно-космической техники. Почётный Генеральный директор, Почётный Генеральный конструктор ОАО «ВПК „НПО машиностроения“». Профессор МГТУ им. Н. Э. Баумана, кандидат технических наук.
Герой Социалистического Труда (1963) и Герой Труда Российской Федерации (2017) (один из трёх людей, удостоенных обоих званий). Лауреат Ленинской премии (1982), Государственной премии СССР (1974) и премии Правительства РФ (2002). Кавалер ордена Святого апостола Андрея Первозванного с мечами (2020).

## Биография
Имя Герберт получил в честь фантаста Герберта Уэллса.

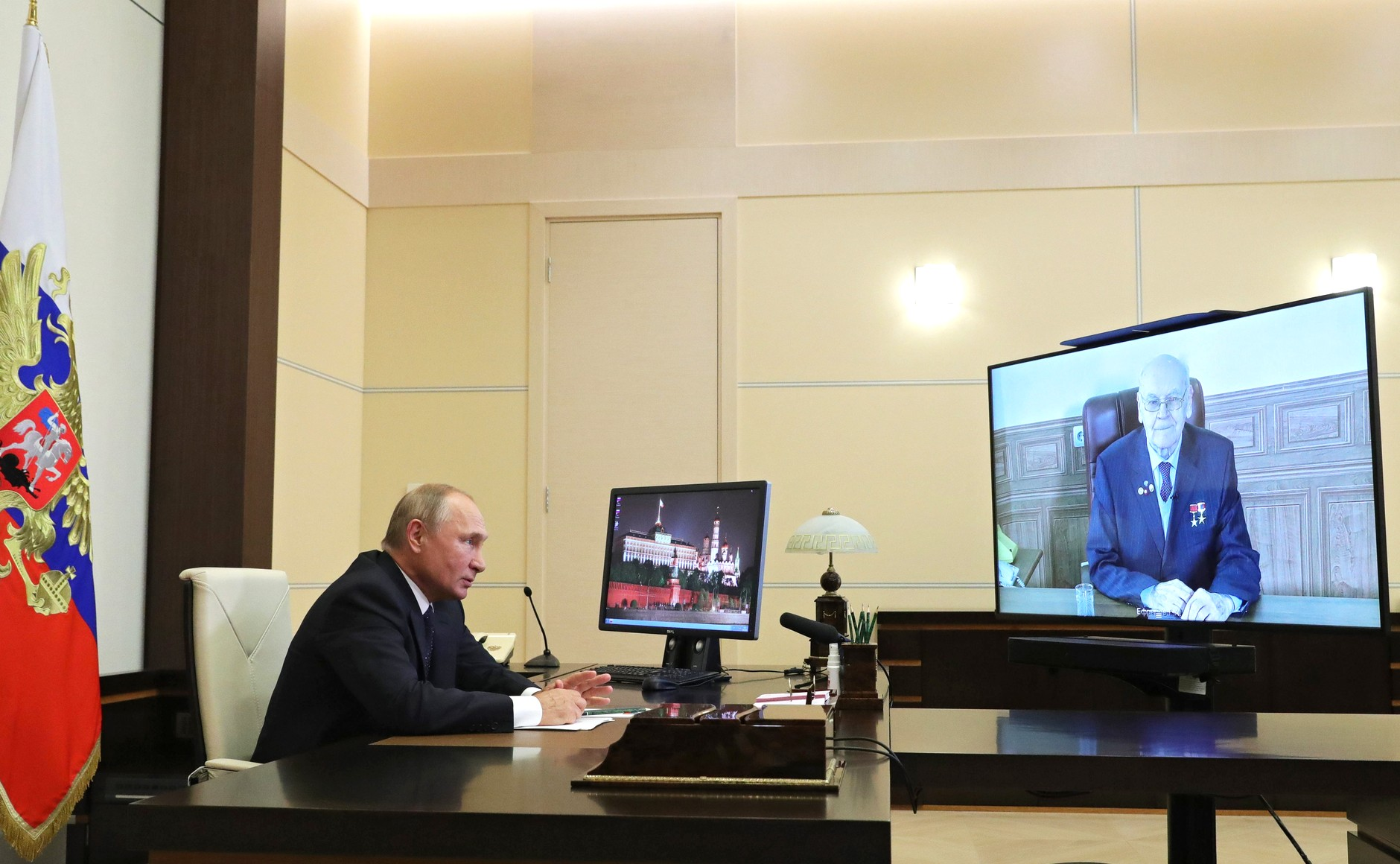
Владимир Путин поздравляет Герберта Ефремова с Днем оружейника. 19 сентября 2020 года

Окончив в 1950 году 10 классов, поступил в Ленинградский военно-механический институт, который окончил в 1956 году по специальности «Приборостроение». В апреле 1956 года по распределению направлен инженером в КБ В. Н. Челомея (ОКБ-52) (ныне АО «ВПК „НПО машиностроения“») в городе Реутове. В 1964 году возглавил проектное подразделение данного предприятия (начальник конструкторского бюро), создававшее уникальные системы оружия для Военно-морского флота, Ракетных войск стратегического назначения, Космических войск СССР. С 1971 г. — заместитель Главного конструктора и Начальника ЦКБМ.
Принимал непосредственное участие и руководил созданием:
- комплексов с крылатыми ракетами для стрельбы по наземным целям (П-5, П-5Д, С-5, «Метеорит»);
- противокорабельных комплексов (П-6, П-35, «Прогресс», «Аметист», «Малахит», «Базальт», «Вулкан», «Гранит», «Оникс»);
- морской крылатой ракеты «Яхонт» (экспортная версия «Оникса»);
- морской крылатой ракеты «БраМос» (для индийских военно-морских сил);
- ракетных комплексов стратегического назначения с МБР УР-100, УР-100К, УР-100У, УР-100Н, УР-100Н УТТХ;
- автоматических космических станций «Алмаз» («Космос-1870») (1987 г.) и «Алмаз-1» (1991 г.);
- ракеты-носителя «Стрела»;
- малых космических аппаратов «Кондор-Э» и «Руслан»;
- гиперзвукового боевого блока «Авангард» для межконтинентальной баллистической ракеты[4][5].

С 1984 г. (после смерти В. Н. Челомея) — Генеральный конструктор, с 1989 по 2007 год — Генеральный директор и Генеральный конструктор ОАО «ВПК „НПО машиностроения“». В тяжелейший период после распада СССР сумел сохранить научно-технический и кадровый потенциал предприятия, что позволило не только продолжить работы по выполнению государственного оборонного заказа, но и выйти на международный рынок вооружений с конкурентной продукцией. Автор большого числа изобретений, почётный член Российской академии ракетных и артиллерийских наук, член Академии военных наук Российской Федерации и других ведомственных академий.
С 2007 г. — Почётный Генеральный директор, Почётный Генеральный конструктор АО «ВПК „НПО машиностроения“», советник корпорации по науке.
Автор более 80 изобретений, многочисленных научных работ по специальной тематике.

## Семья
Дочь Татьяна (род. 1958) — специалист в финансово-экономической сфере, кандидат экономических наук.
Сын Роман (род. 1960) — биофизик, заместитель директора ИБХ РАН, профессор МИЭМ.

## Награды и звания
- Герой Труда Российской Федерации (2017)
- Герой Социалистического Труда — за создание комплексов П-6 и П-35. Указом Президиума Верховного Совета СССР (с грифом «не подлежит опубликованию») от 28 апреля 1963 года «за большие заслуги в деле создания и производства новых типов ракетного вооружения, а также атомных подводных лодок и надводных кораблей, оснащенных этим оружием, и перевооружения кораблей Военно-Морского Флота» с вручением ордена Ленина и золотой медали Серп и Молот[8][9]
- Орден Святого апостола Андрея Первозванного с мечами (19 сентября 2020 года) — за выдающиеся заслуги в развитии ракетно-космической отрасли, укрепление обороноспособности страны[10]
- Орден «За заслуги перед Отечеством» II степени (26 июня 2013 года) — за выдающийся вклад в развитие ракетно-космической отрасли, укрепление обороноспособности страны и многолетнюю плодотворную работу[11]
- Орден «За заслуги перед Отечеством» III степени (2003)
- Орден Ленина (1963)
- Орден Трудового Красного Знамени (1971)
- Орден «Знак Почёта» (1959)
- медали, в том числе медаль Организации Объединённых Наций имени Леонардо да Винчи (2005)
- Ленинская премия (1982)
- Государственная премия СССР (1974)
- Премия Правительства РФ (по спецтехнике) (2002)
- Государственная премия Российской Федерации имени Маршала Советского Союза Г. К. Жукова (2003)
- Международная премия «За Веру и Верность» (2012)
- Орден «Падма Бхушан» (Индия, 2003)[12]
- Почётный гражданин города Реутов (1995)
- Почётная грамота правительства Российской Федерации (19 ноября 2007 года) — за большой личный вклад в развитие оборонно-промышленного комплекса России, военно-технического сотрудничества с зарубежными странами и плодотворную научную деятельность[13].
- Почётная грамота Президиума Верховного совета Российской Федерации (1 марта 1993 года) — за многолетнюю плодотворную работу, большой личный вклад в дело организации и развития российской науки, достижение крупных научных результатов в области ракетно-космической техники[14].

## Признание
- Именем Г. А. Ефремова названа малая планета солнечной системы, зарегистрированная в международном каталоге под номером 9718 и получившая название «Гербефремов».